# しらいしろう
しらい しろう（白亥 志郎、1971年4月11日 - ）は、日本の漫画家である。日本国外のキャラクターのコミカライズなども手掛ける。アニメーションへの参加や玩具雑貨デザインなど漫画以外のフィールドでも活動する。

## 略歴
本郷高校デザイン科漫画劇画部出身の漫画家である。1988年に「ふたりの名画」で、児童向け漫画の新人賞である藤子不二雄賞の第15回佳作を受賞した。16歳での受賞は同賞の最年少記録である。1989年に小学館の少女向け雑誌、月刊ぴょんぴょん（小学館）に「がんばれ！カゲトラ」を発表しデビューした。既存キャラクターの知識にも詳しく、1997年、テレビ東京・TVチャンピオン「かわいいキャラクター王選手権」で優勝し初代チャンピオンになった。

## まんが作品リスト
- ミッキーマウス（小学二年生、小学館、1996年10月号-1997年3月号、ミッキーマウスコミック、河出書房新社、1999年 - 2000年）
- ドナルドダック（小学三年生、1996年10月号 - 1997年3月号、ミッキーマウスコミック、1999年-2000年、毎日小学生新聞）
- マンガ「家族で楽しむアウトドア」（1998年、エムピーシー、ISBN 4871973751）
- キンダリーノの大ぼうけん（1999年、小学二年生）
- キンダリーノとたのしいなかまたち！（2000年、コロコロコミック、小学一年生、小学二年生）
- パワーパフガールズ（2001年、小学一年生）
- キンダリーノとおまけななかまたち（2000年、小学五年生）
- キンダリーノとフシギななかまたち（2002年、小学五年生）
- モンチッチ（2002年、Monchhichi Express）
- ファンガ道ライフ（藤子不二雄FCネオ・ユートピア会誌）
- Wall-E（小学五年生、2008年12月号 - 2009年1月号（てんとう虫コミックススペシャル全1巻、ISBN 4091407587）
- きょうも増えてます（2015年 - 2016年、ハイパーホビーPresentsキャラクターランド）
- おもちゃのチャチャチャンプ（2017年、ハイパーホビー）

## 参加アニメ
- 聖闘士星矢Ω1期（2012年、美術設定）
- おそ松さん（2015年、2話・美術設定）
- 映画ドラえもん のび太の地球交響楽（2024年、美術設定）

## 編集参加誌
- ぼく、ドラえもん（編集スタッフ、小学館）
- 藤子・F・不二雄大全集（編集スタッフ、小学館）
- 男泣きアニメ劇場（ライター、大洋図書）
- 101匹かわいい怪獣大集合（共著、笠倉出版社）

## 参加商品
- ナイトメア・ビフォア・クリスマス ドームヴィネット（1999年、トーシンパック）
- トイ・ストーリー ドームヴィネット（2000年、トーシンパック）
- コミックテイスト・ドラえもん（2003年、エポック社）
- 超合金ガチャガチャ ドラえもん（2005年、バンダイ）